# Lina Pagliughi
Lina Pagliughi (* 27. Mai 1907 in Brooklyn; † 2. Oktober 1980 in Gatteo) war eine US-amerikanisch-italienische Opernsängerin, zu ihrer Zeit einer der führenden lyrischen Koloratursopranistinnen.

## Leben
Pagliughi war die Tochter italienischer Einwanderer und sang schon als Kind. Mit anderthalb Jahren zog sie mit ihren Eltern nach San Francisco. Die berühmte Sopranistin Luisa Tetrazzini erkannte ihr Talent und sorgte für ihre Ausbildung. Sie studierte Klavier am Konservatorium in San Francisco. Mit 15 Jahren zog sie mit ihren Eltern nach Italien, wo sie bei Manlio Bavagnoli in Mailand studierte. 1927 hatte sie ihr Debüt am Teatro Communale in Mailand mit der Gilda aus Rigoletto, mit der sie einen solchen Erfolg hatte, dass sie einen Plattenvertrag erhielt (mit dem Bariton Luigi Piazza und Tenor Tino Folgar für La Voce del Padro, eine weitere Aufnahme entstand 1954 mit Giuseppe Taddei und Ferruccio Tagliavini). 1929 macht sie eine Tournee durch Australien und 1930/1 singt sie in den Niederlanden. Nach ihrem Debüt 1930 an der Scala (ebenfalls mit der Gilda) sang sie an allen bedeutenden italienischen Häusern und wurde als Nachfolgerin der Toti dal Monte im Belcanto-Fach angesehen. Außerhalb Italiens sang sie später selten (ein paar Auftritte in Monte Carlo und London in den 1930er Jahren). 1947 zog sie sich von der Opernbühne zurück (Abschiedsvorstellung Lucia di Lammermoor an der Scala mit Beniamino Gigli), sang aber noch in Radioaufnahmen des RAI. Ab 1956 war sie nur noch Lehrerin in Mailand, bspw. für Birgit Nordin. Sie war mit dem Tenor Primo Montanari (1895–1972) verheiratet.
Es existieren viele Aufnahmen für Cetra (z. B. Lucia di Lammermoor, Die Regimentstochter, Rigoletto, La sonnambula).